# Васса (фильм)
«Васса» — художественный фильм кинорежиссёра Глеба Панфилова по мотивам пьесы М. Горького «Васса Железнова».

## Сюжет
Сага о гибели купеческой семьи. Васса Железнова в течение многих лет возглавляет семейное дело и, несмотря на непутёвых детей, распутного мужа, брата-алкоголика и невестку-революционерку, пытается сохранить хотя бы видимость нормальной семьи. Наступает 1913 год, и всё, чему была посвящена её жизнь, терпит крушение.

## В ролях
- Инна Чурикова — Васса Железнова
- Вадим Медведев — Сергей Петрович, муж Вассы
- Николай Скоробогатов — Прохор Борисович Храпов, брат Вассы
- Ольга Машная — Наталья, старшая дочь Вассы
- Яна Поплавская — Людмила, младшая дочь Вассы
- Валентина Якунина — Рашель Моисеевна Топаз, невестка Вассы, мать Коли
- Иван Панфилов — Коля, внук Вассы
- Валентина Теличкина — Анна Оношенкова, наперсница Вассы
- Вячеслав Богачёв — Алексей Пятёркин, шофёр Вассы
- Альберт Филозов — Юрий Васильевич Мельников, член окружного суда
- Всеволод Соболев — Гурий Львович Кротких, управляющий пароходством
- Татьяна Кравченко — Лиза, горничная
- Татьяна Степанова — Полина, горничная (в титрах Т. Калистратова)

## Съёмочная группа
- Автор сценария: Глеб Панфилов
- Режиссёр-постановщик: Глеб Панфилов
- Оператор-постановщик: Леонид Калашников
- Художник: Николай Двигубский
- Композитор: Вадим Биберган

Снимавшийся в фильме пароход «Володарский» носил по сюжету фильма два имени — «Николай Железнов» (до революции) и «Красный богатырь» (после революции).

## Награды
- Главный приз XIII Московского международного кинофестиваля.
- В 1985 году Глеб Панфилов, автор сценария и режиссёр; Леонид Калашников, оператор; Николай Скоробогатов, исполнитель роли Прохора Борисовича Храпова; Валентина Теличкина, исполнительница роли Анны Оношенковой; Инна Чурикова, исполнительница заглавной роли, были награждены Государственной премией РСФСР имени братьев Васильевых — за художественный фильм «Васса» (1983) производства киностудии «Мосфильм».